# San Salvador Atenco
San Salvador Atenco es un pueblo del Estado de México, cabecera del municipio de Atenco, situada en la zona oriental del valle de México. 
Es conocida por el movimiento de resistencia civil de sus habitantes en oposición a la construcción en el territorio del municipio del nuevo aeropuerto de la Ciudad de México. Proyecto cancelado

## Historia
Atenco proviene del náhuatl en la orilla del agua refiriéndose a su situación en la ribera del antiguo Lago de Texcoco, es un poblado de orígenes prehispánicos que fue fundado por grupos chichimecas y toltecas alrededor del 968.
Al momento de la conquista española fue uno de los pueblos que resintiendo el tributo impuesto sobre ellos por los mexicas, se unieron a los españoles en la conquista de Tenochtitlan. Posteriormente a la conquista quedó inscrito en la jurisdicción de Texcoco.
Constituido el ayuntamiento en 1820, San Salvador Atenco fue un poblado rural dedicado a la agricultura hasta la década de 1980, cuando el crecimiento demográfico de la Ciudad de México alcanzó la zona de su asentamiento, convirtiéndolo en área conurbada. Sin embargo, el desarrollo social fue mínimo, pues en la zona oriente del Valle donde se encuentra, fue frecuente el crecimiento poblacional desmedido y urbano desorganizado, las invasiones de tierra y los asentamientos irregulares. Pronto la agricultura desapareció al no poder generar el ingreso suficiente para los habitantes y llevó a la mayoría de los habitantes a trabajar en otras zonas del área metropolitana.
San Salvador Atenco saltó a la luz pública cuando el gobierno de Vicente Fox, presidente de México en turno, decidió construir en el municipio, un aeropuerto que funcionara como alterno al ya existente Aeropuerto Internacional de la Ciudad de México. Sin embargo, graves imprevisiones políticas como la ausencia de notificación constitucional a los pobladores, las intenciones públicas de pago con monto de entre sólo cuarenta y setenta centavos de dólar el metro, las falta de consenso y de beneficios directos para los habitantes de la localidad, y la omisión de alternativas de vida y trabajo para los pobladores, principalmente bajo el régimen de propiedad ejidal (el ejido es un régimen intermedio entre la propiedad privada y comunal, prevista en la Constitución mexicana) evidenciaron vacíos de fundamentación y motivación jurídica y social que hizo cuestionable el proyecto de aeropuerto.
Los ejidatarios y la población a quienes serían expropiados sus terrenos - es decir, se los compraría el gobierno federal a 70 centavos de dólar el metro cuadrado- se opusieron al proyecto y pronto iniciaron un movimiento de resistencia civil, que degeneró en violentos enfrentamientos entre los habitantes y las fuerzas policiacas, represión armada, censura oficial, así como encarcelamientos cuestionados por la prensa, la sociedad civil y organizaciones nacionales e internacionales de lucha a favor de los derechos humanos.  Finalmente el gobierno federal se vio obligado a cancelar el proyecto, pero el movimiento de los habitantes de Atenco permaneció activo, siguiendo su lucha por nuevos objetivos, convirtiéndose en la práctica durante un tiempo en un municipio autónomo que se gobernaba a sí mismo y simpatizando con la lucha del Ejército Zapatista de Liberación Nacional.
Algunas críticas al movimiento de resistencia de San Salvador Atenco cuestionan la lucha opositora para defender las tierras como medio de supervivencia en función de no haber personas que trabajen tierras para labranza en esa región. Mientras que por otra parte, se cuestionó la débil plataforma jurídica sobre la cual se basó el proyecto, que lesionaba el derecho al patrimonio familiar (inembargable, inalienable e imprescriptible, según las leyes mexicanas), y que prometía públicamente anticipadamente réditos económicos importantes para el sector empresarial, a cambio de un pago que resultaba insuficiente para que cada familia residentes pudiera restituir su vivienda, o tuviera una alternativa de desarrollo que lo incluyera como sujeto activo del proyecto.